# Hamvas dalnok
A hamvas dalnok (Epthianura albifrons) a madarak osztályának verébalakúak (Passeriformes) rendjébe és a mézevőfélék (Meliphagidae) tartozó faj.

## Rendszerezése
A fajt William Jardine és Prideaux John Selby írták le 1828-ban, az Acanthiza nembe Acanthiza albifrons néven.

## Előfordulása
Ausztrália déli részén honos. Természetes élőhelyei a szubtrópusi és trópusi mangroveerdők, füves puszták és szavannák, tengerpartok, mocsarak és tavak környékén, valamint szántóföldek és legelők. Állandó, nem vonuló faj.

## Megjelenése
Testhossza 11-13 centiméter, testtömege 11–17 gramm. Az arca fehér, mellét és a hasát egy jellegzetes fekete csík választja el. A tojó tollazata is hasonló, de a mellén áthaladó csík inkább barnás, mintsem fekete, mint a hímnél.
|  |  |

## Életmódja
Főleg rovarokkal, bogarakkal, legyekkel, hangyákkal és méhekkel táplálkozik. Egy helyen mintegy 20 madár is összegyűlhet táplálék után kutatva. 

## Szaporodása
A fészkek amelyek 5 méter távolságra találhatók egymástól, gyenge telepeket is alkothatnak. Szaporodási időszaka augusztustól januárig tart. A fészkében 2-3 tojás található, melyet 14 napig költ. A kikelés után a fiókák még két hetet töltenek a fészekben. A fiókák nevelésében egyaránt részt vesz mindkét szülő.

## Természetvédelmi helyzete
Az elterjedési területe rendkívül nagy, egyedszáma pedig növekszik. A Természetvédelmi Világszövetség Vörös listáján nem fenyegetett fajként szerepel.